# География Уругвая

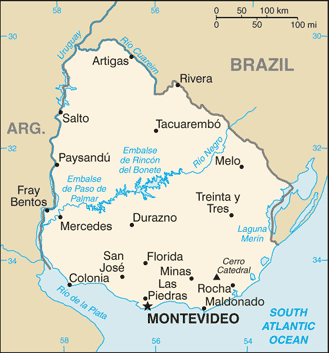
Карта Уругвая

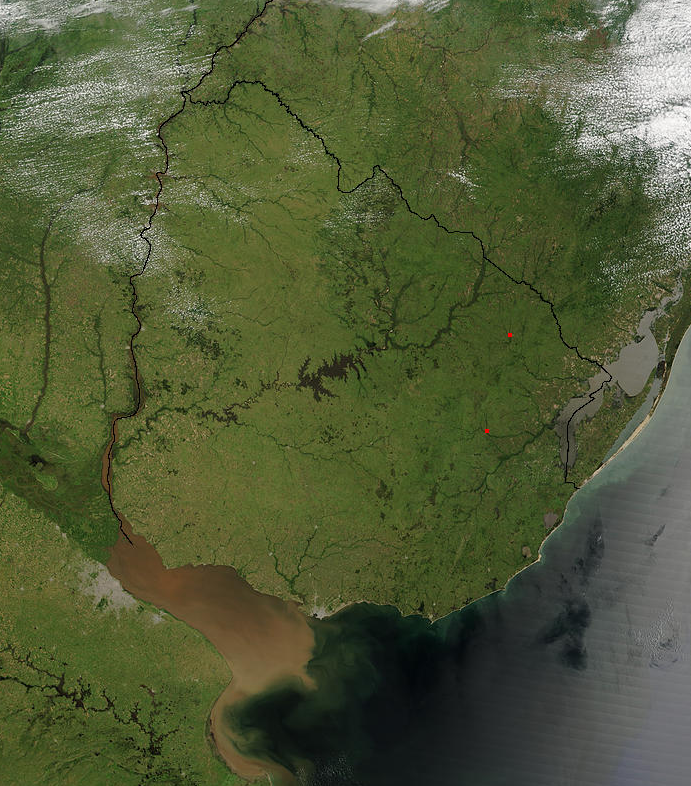
Спутниковый снимок Уругвая

Уругва́й — государство в юго-восточной части Южной Америки, на побережье Атлантического океана.
На севере граничит с Бразилией, на западе с Аргентиной, на востоке и юге омывается Атлантическим океаном.
Площадь 176 220 км².
Общая протяжённость границы 1564 км (протяжённость границ с Аргентиной — 579 км, с Бразилией — 985 км).
Береговая линия: 660 км.

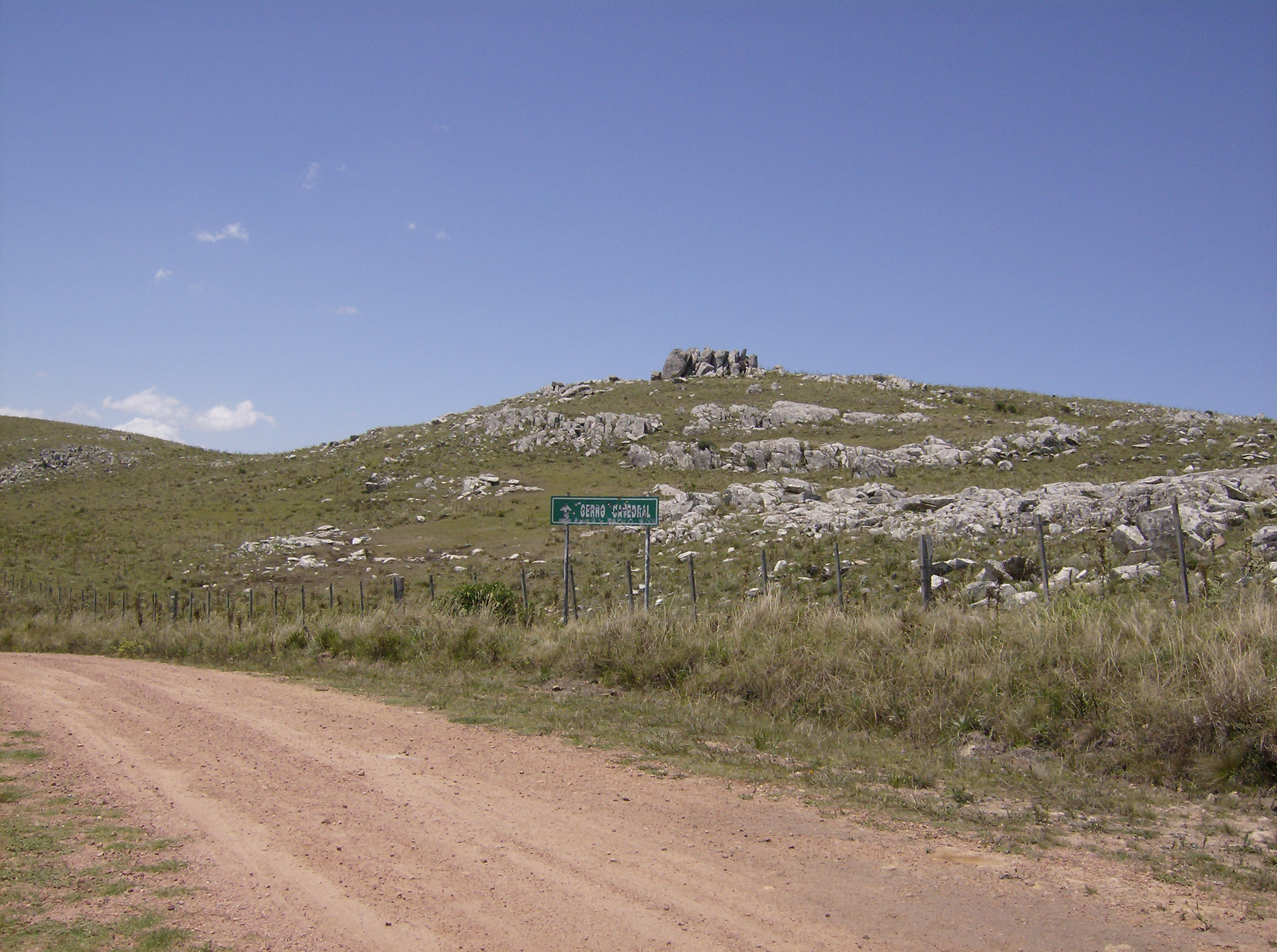
Пик Катедрал — высшая точка Уругвая

Самая высокая точка — гора Катедрал (Cerro Catedral) 514 м.
Уругвай расположен в юго-восточной части Бразильского плоскогорья. Холмистые территории к югу постепенно сменяются низменностями, являющимися продолжением аргентинской пампы.
Восточный берег Уругвая низменный, выровненный, южный — более изрезанный, лагунного типа, есть небольшие открытые заливы, лучшая естественная гавань — Монтевидео.
Крайние точки страны:
Крайняя северная точка расположена в департаменте Артигас на реке Куараи, у ручья Якот (координаты 30° 05' 08" ю. ш. 56° 57' 06" з. д.).
Самая южная точка материковой части Уругвая расположена в департаменте Мальдонадо в Пунта-де-лас-Салинас, на южной оконечности полуострова Пунта-дель-Эсте (координаты 34° 58' 27" ю. ш. 54° 57' 07" з. д.). С учётом островов южная точка находится на южной оконечности острова Лобос (координаты 35° 01' 28" ю. ш. 54° 52' 59" з. д.).
Расстояние между крайней северной и крайней южной точкой составляет 571 км.
Самая восточная точка страны расположена в департаменте Серро-Ларго в месте впадения реки Жагуаран в озеро Лагоа-Мирин (координаты 32° 39' 14" ю. ш. 53° 10' 58" з. д.).
Самая западная точка Уругвая расположена в департаменте Сорьяно к югу от Сан-Сальвадора (Пунта-Гранде-Ареналь) (координаты 33° 31' 30" ю. ш. 58° 26' 01" з. д.).
Расстояние между крайней восточной и крайней западной точкой составляет 500 км.

## Рельеф
Рельеф Уругвая в основном равнинно-грядовый. Северо-запад занят лавовым плато Аэдо, являющимся южной оконечностью плато Параны. Плато полого спускается на запад к долине реки Уругвай и на юг к низменности низовий рек Уругвай и Рио-Негро. На востоке плато круто обрывается уступом Кучилья-де-Аэдо (высота которого достигает 473 метров) к центральной холмистой равнине долины реки Рио-Негро. Далее к востоку и югу расположена равнина с грядами Кучилья-Гранде (высотой до 514 метров) и Кучилья-Гранде-Инферьор, сложенными докембрийскими кристаллическими породами. На востоке страны находится береговая низменность Атлантического океана. Косы и дюны выровняли береговую линию и отчленили от океана лагунные озёра, самым крупным из которых является озеро Лагоа-Мирин. На крайнем юге страны также имеется узкая полоса низменности, но побережье здесь более расчленено.

## Животный мир
В составе фауны Уругвая 117 видов млекопитающих, 502 вида птиц, 71 вид пресмыкающихся и 48 видов земноводных. В фауне обычны капибара, броненосцы, нутрия. Из кошачьх — маргай, онцилла, ягуарунди. Для кампос типичны (но редки) пампасный олень, серый мазама, нанду. Разнообразна орнитофауна Уругвая: зелёный овсяночный кардинал, вьюрковые овсянки, черношейный лебедь, тинаму, рогатые паламедеи, зимородки.

Национальная система охраняемых природных территорий занимает 0,4 % площади страны. К биосферным резерватам ЮНЕСКО отнесены Баньядос-дель-Эсте и Биома-Пампа-Кебрадас-дель-Норте (массив злаковников и субтропических вечнозелёных лесов в Кучилья-де-Аэдо).

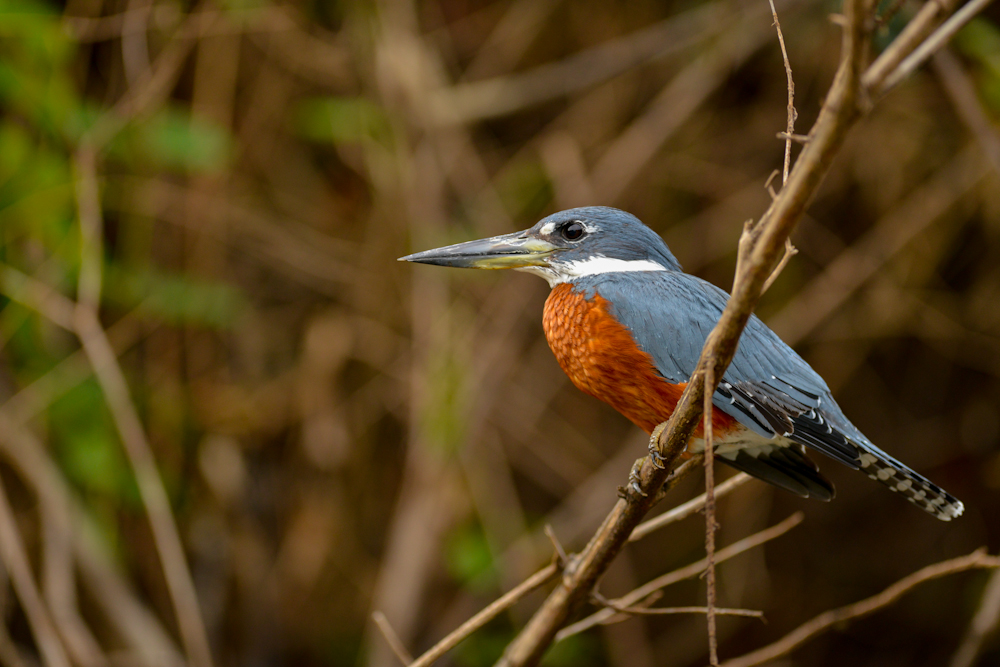
Красногрудый пегий зимородок
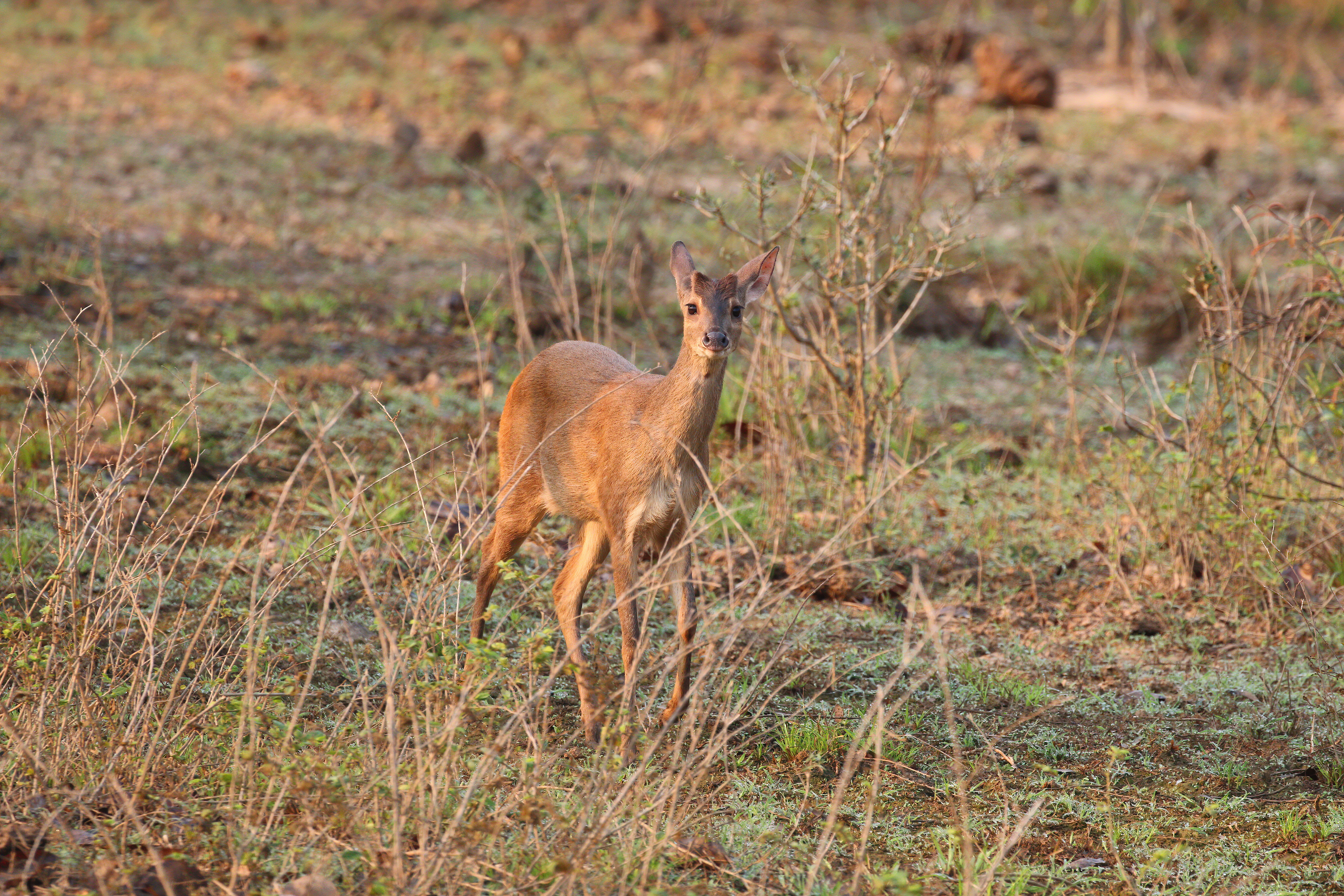
Серый мазама
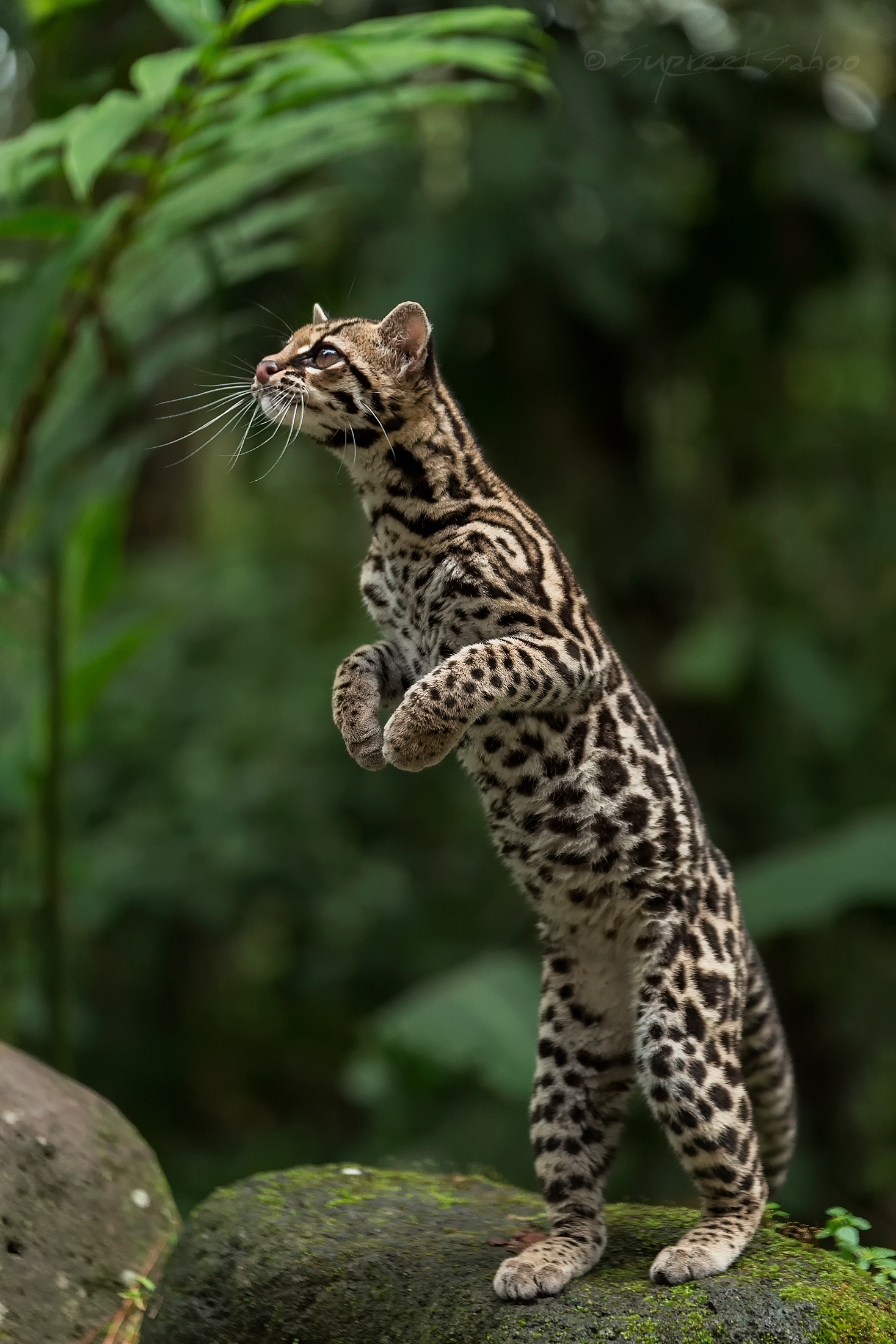
Маргай (длиннохвостая кошка)
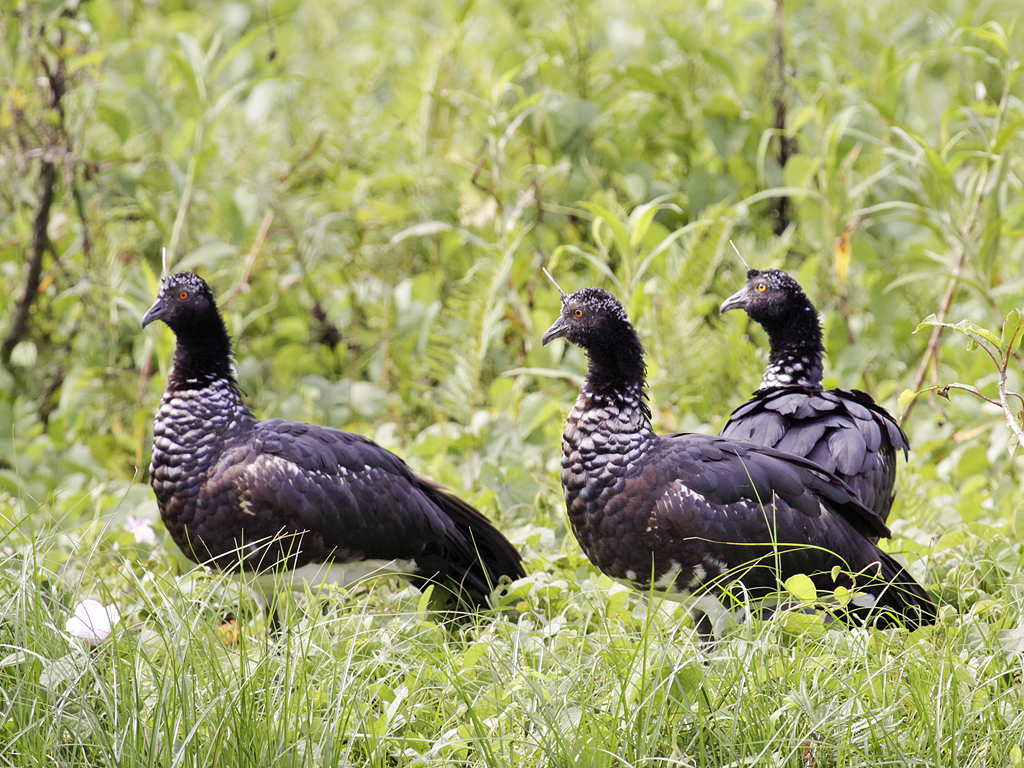
Рогатые паламедеи

## Климат
Климат субтропический, океанический; мягкий, умеренно влажный. Средние температуры января 22—24 °C, июля 10—12 °C. Среднегодовая температура +16 °C. Во время вторжения южных ветров, «памперо», происходит понижение температуры до −5 °C, идут снегопады.
Осадки выпадают в течение всего года с осенним максимумом от 1000 мм на юге и во внутренних районах и до 1200 мм на севере и на возвышенностях.